# Pieniężno
Pieniężno là một thị trấn thuộc huyện Braniewski, tỉnh Warmińsko-Mazurskie ở đông-bắc Ba Lan. Thị trấn có diện tích 4 km². Đến ngày 1 tháng 1 năm 2011, dân số của thị trấn là 2801 người và mật độ 735 người/km².